# Kenny Roberts Jr
Kenneth Leroy Roberts Junior (Mountain View, California, 25 de julio de 1973), más conocido como Kenny Roberts Jr., es un expiloto de motos, que fue campeón del mundo en el año 2000 de la categoría reina 500cc. Su padre es Kenny Roberts, que también fue campeón del mundo, y es el único tándem de la historia padre-hijo de campeones del mundo.

## Carrera deportiva
Roberts primero compitió en la clase 250cc en Willow Springs en 1990, ganando 5 carreras en su temporada de debut en las carreras.
Por 1993 hizo su debut en el Campeonato Mundial de 250cc en la fecha de Laguna Seca, y fue piloto titular del campeonato en 1994 y 1995 con Yamaha, resultando 18.º y 8.º respectivamente.
Roberts ascendió al Campeonato Mundial de 500cc con Yamaha en 1996; finalizó 11.º en el campeonato. Al año siguiente se unió al equipo de su padre en 1997, desarrollando una moto Modenas de dos tiempos; quedó 16.º y 13.º en el campeonato respectivamente en 1997 y 1998.
Para la temporada 1999, Roberts es contratado para el equipo oficial Suzuki. Logró cuatro victorias en Sepang, Motegi, Sachsenring, y Buenos Aires, dos segundos puestos y dos terceros, de forma que se consagró subcampeón de la categoría, por detrás de Àlex Crivillé. En la temporada del año 2000 el californiano ganó en Sepang, Jerez, Cataluña y Motegi, cosechó cuatro segundos lugares, un tercero y un cuarto, de modo que se llevó el título mundial de pilotos de 500cc.
La defensa del título no fue exitosa en 2001, Roberts solo logró un podio, finalizando 11.º en el campeonato. Entre 2002 y 2005, Roberts quedó relegado ante la motos Honda y Yamaha, debido al desarrollo de la nueva de cuatro tiempos de 990cc, la Suzuki GSV-R. Roberts sólo logró ganar dos podios, uno en 2002 y uno en 2005. A finales de 2005 Suzuki decidió no renovar el contrato a Roberts y optó por un piloto más joven, Chris Vermeulen.
En 2006, Roberts regresó al equipo de su padre. Con una KR211V, el californiano resultó sexto en el clasificador final, al lograr dos terceros puestos, y dos cuartos. Al año siguiente, con una KR212V de 800cc, solamente puntuó en dos carreras en las primeras 7 carreras de la temporada. A partir de ahí no volvió a competir.

## Resultados

### Por temporada
| Temp. | Cat.   | Moto          | Equipo                     | N.º | Carr | Vic | Podios | Poles | V.Ráp | Pts. | Pos. | CM |
| ----- | ------ | ------------- | -------------------------- | --- | ---- | --- | ------ | ----- | ----- | ---- | ---- | -- |
| 1993  | 250cc  | Yamaha TZM250 | Team Roberts               | 75  | 1    | 0   | 0      | 0     | 0     | 6    | 27.º | -  |
| 1994  | 250cc  | Yamaha TZM250 | Team Roberts               | 25  | 4    | 0   | 0      | 0     | 0     | 23   | 18.º | -  |
| 1995  | 250cc  | Yamaha TZM250 | Team Roberts               | 25  | 13   | 0   | 0      | 0     | 0     | 82   | 8.º  | -  |
| 1996  | 500cc  | Yamaha YZR500 | Marlboro Team Roberts      | 10  | 13   | 0   | 0      | 0     | 0     | 69   | 13.º | -  |
| 1997  | 500cc  | Modenas KR3   | Marlboro Team Roberts      | 10  | 15   | 0   | 0      | 0     | 0     | 37   | 16.º | -  |
| 1998  | 500cc  | Modenas KR3   | Team Roberts               | 10  | 13   | 0   | 0      | 0     | 0     | 59   | 13.º | -  |
| 1999  | 500cc  | Suzuki RGV500 | Suzuki Grand Prix Team     | 10  | 16   | 4   | 8      | 5     | 5     | 220  | 2.º  | -  |
| 2000  | 500cc  | Suzuki RGV500 | Telefónica Movistar Suzuki | 2   | 16   | 4   | 9      | 4     | 3     | 258  | 1.º  | 1  |
| 2001  | 500cc  | Suzuki RGV500 | Telefónica Movistar Suzuki | 1   | 16   | 0   | 1      | 0     | 0     | 97   | 11.º | -  |
| 2002  | MotoGP | Suzuki GSV-R  | Telefónica Movistar Suzuki | 10  | 15   | 0   | 1      | 0     | 0     | 99   | 9.º  | -  |
| 2003  | MotoGP | Suzuki GSV-R  | Suzuki Grand Prix Team     | 10  | 13   | 0   | 0      | 0     | 0     | 22   | 19.º | -  |
| 2004  | MotoGP | Suzuki GSV-R  | Team Suzuki MotoGP         | 10  | 12   | 0   | 0      | 1     | 0     | 37   | 18.º | -  |
| 2005  | MotoGP | Suzuki GSV-R  | Team Suzuki MotoGP         | 10  | 14   | 0   | 1      | 0     | 0     | 63   | 13.º | -  |
| 2006  | MotoGP | KR211V        | Team Roberts               | 10  | 17   | 0   | 2      | 0     | 1     | 134  | 6.º  | -  |
| 2007  | MotoGP | KR212V        | Team Roberts               | 10  | 7    | 0   | 0      | 0     | 0     | 4    | 24.º | -  |
| Total |        |               |                            |     | 185  | 8   | 22     | 10    | 9     | 1210 |      | 1  |

### Por categoría
| Cat.   | Temp.     | 1.º Gran Premio     | 1.º Podio           | 1.º Victoria | Carreras | Victorias | Podios | Poles | V.Ráp. | Pts  | CM |
| ------ | --------- | ------------------- | ------------------- | ------------ | -------- | --------- | ------ | ----- | ------ | ---- | -- |
| 250 cc | 1993-1995 | Estados Unidos 1993 |                     |              | 18       | 0         | 0      | 0     | 0      | 111  | -  |
| 500 cc | 1996-2001 | Japón 1996          | Malasia 1999        | Malasia 1999 | 89       | 8         | 18     | 9     | 8      | 740  | 1  |
| MotoGP | 2002-2007 | Japón 2002          | Río de Janeiro 2002 |              | 78       | 0         | 4      | 1     | 1      | 359  | -  |
| Total  | 1993–2007 | 1993–2007           | 1993–2007           | 1993–2007    | 185      | 8         | 22     | 10    | 9      | 1210 | 1  |

### Carreras Por Año
| Año  | Clase  | Moto    | 1       | 2       | 3       | 4       | 5       | 6       | 7      | 8       | 9       | 10      | 11      | 12      | 13      | 14     | 15      | 16      | 17    | 18  | Pos  | Pts |
| ---- | ------ | ------- | ------- | ------- | ------- | ------- | ------- | ------- | ------ | ------- | ------- | ------- | ------- | ------- | ------- | ------ | ------- | ------- | ----- | --- | ---- | --- |
| 1993 | 250cc  | Yamaha  | AUS     | MAL     | JPN     | SPA     | AUT     | GER     | NED    | EUR     | RSM     | GBR     | CZE     | ITA     | USA 10  | FIM    |         |         |       |     | 27.º | 6   |
| 1994 | 250cc  | Yamaha  | AUS     | MAL     | JPN     | SPA     | AUT     | GER     | NED    | ITA     | FRA     | GBR     | CZE Ret | USA 8   | ARG 6   | EUR 11 |         |         |       |     | 18.º | 23  |
| 1995 | 250cc  | Yamaha  | AUS 7   | MAL 9   | JPN Ret | SPA Ret | GER 4   | ITA 6   | NED 5  | FRA 6   | GBR Ret | CZE 8   | BRA 13  | ARG Ret | EUR 5   |        |         |         |       |     | 8.º  | 82  |
| 1996 | 500cc  | Yamaha  | MAL     | INA     | JPN 12  | SPA 6   | ITA 10  | FRA Ret | NED 5  | GER 5   | GBR Ret | AUT Ret | CZE 4   | IMO 10  | CAT Ret | BRA 13 | AUS 11  |         |       |     | 13.º | 69  |
| 1997 | 500cc  | Modenas | MAL Ret | JPN Ret | SPA 18  | ITA Ret | AUT Ret | FRA Ret | NED 8  | IMO 17  | GER Ret | BRA Ret | GBR 11  | CZE 9   | CAT 8   | INA 9  | AUS 14  |         |       |     | 16.º | 37  |
| 1998 | 500cc  | Modenas | JPN 11  | MAL 11  | SPA 9   | ITA Ret | FRA 13  | MAD DQ  | NED 9  | GBR Ret | GER 6   | CZE 10  | IMO 14  | CAT 10  | AUS 10  | ARG 11 |         |         |       |     | 13.º | 59  |
| 1999 | 500cc  | Suzuki  | MAL 1   | JPN 1   | SPA 13  | FRA Ret | ITA 5   | CAT 6   | NED 2  | GBR 8   | GER 1   | CZE 3   | IMO 6   | VAL 2   | AUS 10  | RSA 22 | BRA 3   | ARG 1   |       |     | 2.º  | 220 |
| 2000 | 500cc  | Suzuki  | RSA 6   | MAL 1   | JPN 2   | SPA 1   | FRA 6   | ITA 6   | CAT 1  | NED Ret | GBR 2   | GER 3   | CZE 4   | POR 2   | VAL 2   | BRA 6  | PAC 1   | AUS 7   |       |     | 1.º  | 258 |
| 2001 | 500cc  | Suzuki  | JPN 7   | RSA 7   | SPA 7   | FRA 6   | ITA Ret | CAT Ret | NED 6  | GBR 8   | GER 9   | CZE Ret | POR 6   | VAL 3   | PAC 8   | AUS 15 | MAL Ret | BRA 16  |       |     | 11.º | 97  |
| 2002 | MotoGP | Suzuki  | JPN Ret | RSA Ret | SPA 8   | FRA 5   | ITA Ret | CAT 7   | NED 6  | GBR 14  | GER     | CZE 11  | POR 4   | BRA 3   | PAC 6   | MAL 8  | AUS 9   | VAL Ret |       |     | 9.º  | 99  |
| 2003 | MotoGP | Suzuki  | JPN 14  | RSA 15  | SPA 13  | FRA 16  | ITA Ret | CAT     | NED    | GBR     | GER 15  | CZE 20  | POR 17  | BRA 17  | PAC 15  | MAL 14 | AUS 9   | VAL 11  |       |     | 19.º | 22  |
| 2004 | MotoGP | Suzuki  | RSA Ret | SPA 8   | FRA 12  | ITA Ret | CAT 17  | NED 16  | BRA 7  | GER 8   | GBR 17  | CZE 10  | POR 14  | JPN Ret | QAT     | MAL    | AUS     | VAL     |       |     | 18.º | 37  |
| 2005 | MotoGP | Suzuki  | SPA Ret | POR 12  | CHN Ret | FRA 13  | ITA 15  | CAT 15  | NED 16 | USA 14  | GBR 2   | GER 11  | CZE 11  | JPN 8   | MAL 7   | QAT 11 | AUS DNS | TUR     | VAL   |     | 13.º | 63  |
| 2006 | MotoGP | KR211V  | SPA 8   | QAT 10  | TUR 13  | CHN 13  | FRA Ret | ITA 8   | CAT 3  | NED 5   | GBR 5   | GER Ret | USA 4   | CZE 4   | MAL 7   | AUS 14 | JPN 9   | POR 3   | VAL 8 |     | 6.º  | 134 |
| 2007 | MotoGP | KR212V  | QAT 13  | SPA 16  | TUR 16  | CHN 15  | FRA Ret | ITA 17  | CAT 16 | GBR     | NED     | GER     | USA     | CZE     | RSM     | POR    | JPN     | AUS     | MAL   | VAL | 24.º | 4   |